# Duna Tower
A Duna Tower Budapest XIII. kerületében, az Árpád híd pesti hídfőjénél lévő modern irodaház. A hídfő túloldalán az Erste Bank magyarországi székháza, a Europe Tower magasodik.

## Története
A fém- és üvegszerkezetű épületet a Fazakas/Letzbor Tervezőiroda jegyzi. Építése 2004 májusában kezdődött, kivitelezője a Market Zrt. volt. Átadására 2005-ben került sor.
Az épület 475 m²-es bejárati csarnokát Herbert Schiff, Peter Todorov, Udo-Friedrich Schuster, Andreas Szell, Jürgen Pezzi, A. Sardari-Iravani és Arta Fazlija tervezte, kivitelezője a Skyline Architekten nevű osztrák cég volt.
Az irodaház Árpád híd–déli lehajtó–Népfürdő utca által közrefogott telke korábban hosszú évtizedeken át a vizafogói kavicskotró és betonkeverő telep depója volt, majd egy ideig az ATI (Autóközlekedési Tanintézet) használta tanpályának. A 70-es évek közepén a híd tövében épült ELMŰ-transzformátorállomás megmaradt, az irodaház tervezői belekomponálták az együttesbe.

## Leírása
Dupla üvegtornyú, 60 méter magas, 15 emeletes építmény, mely irodaházként funkcionál. A tornyoknak nevet is adtak: a hivatalosan A ill. B jelű két nagy torony Margit és Árpád; mellettük Mátyás, a C jelű „torony” a maga 7 emeletével szinte eltörpül. A komplexum nettó irodaterülete 27 600 m².
A Duna Tower Magyarország 36., Budapest 17. legmagasabb épülete. Az eredeti koncepcióban kétszer ilyen magas tornyok szerepeltek, de a városképi szabályozás korlátozó rendelkezései miatt a terveket módosítani kellett.

## Nevezetes bérlők
- Music FM
- MetLife Hungary
- Huawei
- Banif Plus Bank
- Reader’s Digest
- IBM
- kancellar.hu

## Képek

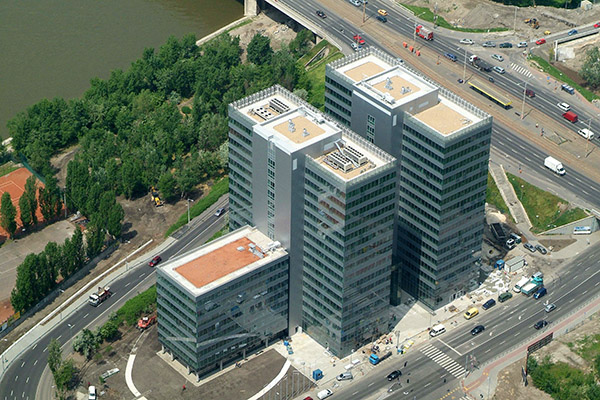
A Duna Tower madártávlatból, délkelet felől
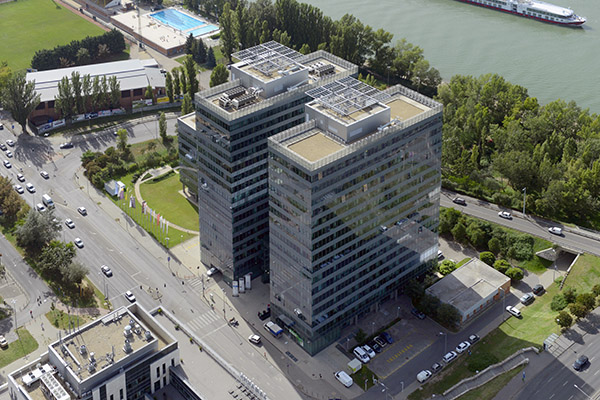
A Duna Tower madártávlatból, északkelet felől
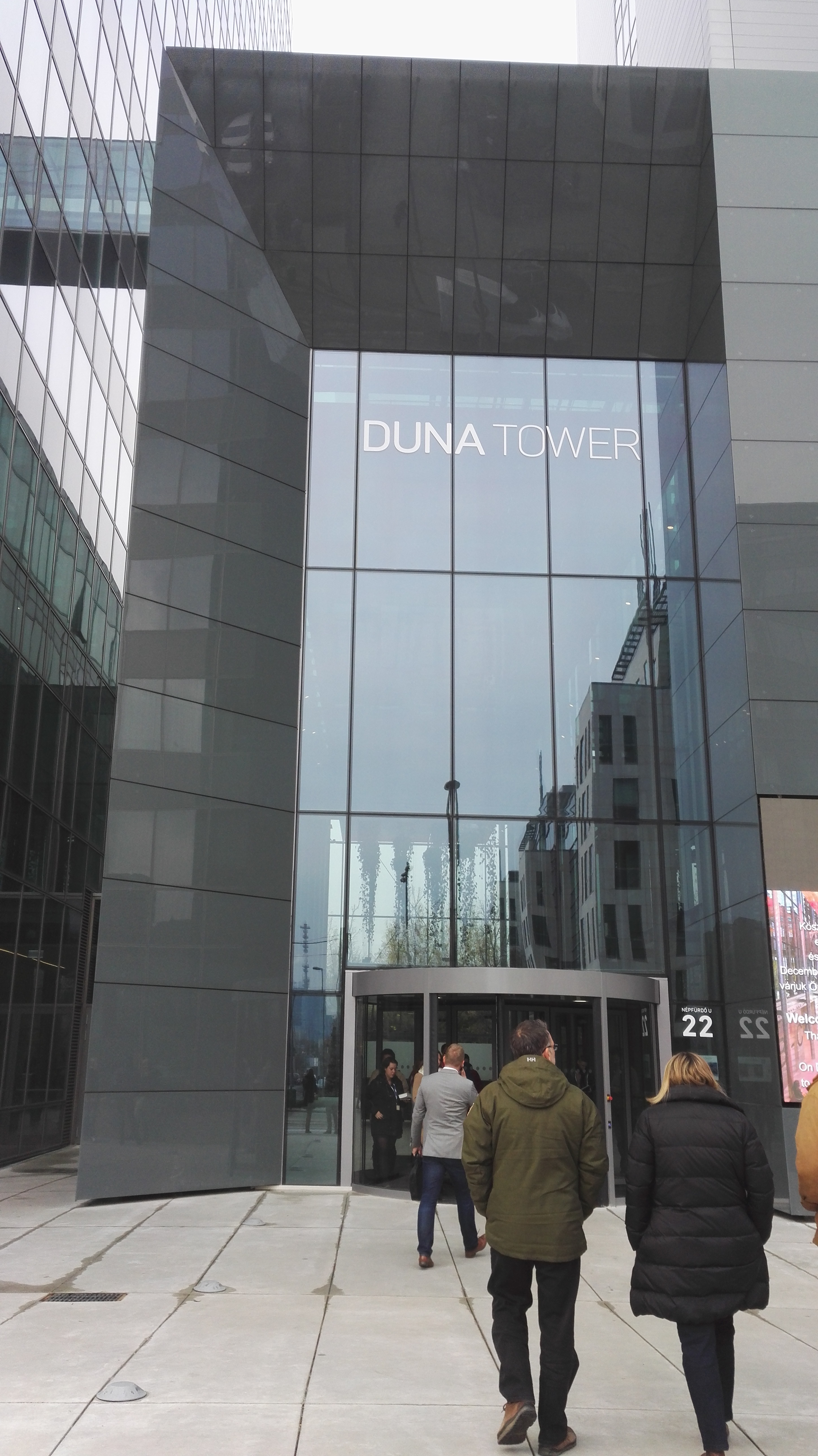
A 2016-ban átkomponált főbejárat

## Külső hivatkozások
- A Duna Tower honlapja Archiválva 2011. augusztus 17-i dátummal a Wayback Machine-ben